# Anette Kolmos
Anette Kolmos er en dansk professor i ingeniøruddannelse og problembaseret læring ved Institut for Planlægning ved Aalborg Universitet.

## Uddannelse
Anette Kolmos blev i 1984 cand.mag. i samfundsfag og psykologi fra Aalborg Universitet. I 1989 opnåede hun sin ph.d.-grad inden for teknologi og køn.

## Karriere
Anette Kolmos har siden 2003 været ansat som professor i ingeniøruddannelse og problembaseret læring ved Institut for Planlægning ved Aalborg Universitet. Sigtet med professoratet har blandt andet været at forske i og udbrede viden om problembaseret læring til resten af verden. Det udmøntede sig blandt andet i et formandskab for et UNESCO-projekt om problembaseret læring i 2007. Dette blev efterfulgt af et lederskab for det eneste danske UNESCO kategori 2 center: Aalborg Centre for Problem Based Learning in Engineering, Science and Sustainability.
I 2009 tiltrådte Anette Kolmos som præsident for SEFI, som er den største europæiske forening for ingeniøruddannelser. Her var hun den første og hidtil eneste kvindelige præsident. Kolmos har desuden været gæsteprofessor ved KTH Royal Institute of Technology i Stockholm og ved UTM University Technology Malaysia.
I 2013 blev Anette Kolmos hædret med IFEES Global Award for Excellence in Engineering Education. Prisen modtog hun for sin indsats for udvikling af ingeniøruddannelserne. I 2015 modtog hun SEFI Fellowship Award for "fortjenstfuld tjeneste til ingeniøruddannelse i Europa". SEFI hædrede Anette Kolmos yderligere i 2023 med Leonardo da Vinci medaljen.
Anette Kolmos har været meget forskningsaktiv og har publiceret mere end 250 forskningsartikler. Hun er desuden også redaktør på European Journal of Engineering Education.

## Udvalgte publikationer
- Kristina Edström, Anette Kolmos, Lauri Malmi, Jonte Bernhard, Pernille Andersson A (2018). Bottom-up strategy for establishment of EER in three Nordic countries – the role of networks, European Journal of Engineering Education. http://dx.doi.org/10.1080/03043797.2016.1190956
- Kolmos, Anette; Holgaard and, Jette Egelund. Impact of PBL and company interaction on the transition from engineering education to work. /. In PBL, Social Progress and Sustainability. Aalborg Universitets Forlag, 2017. s. 87 – 98.
- Kolmos, Anette.PBL CURRICULUM STRATEGIES : From Course Based PBL to a Systemic PBL Approach. In Aida Guerra; Ronald Ulseth; Anette Kolmos, eds. PBL in Engineering Education: International Perspectives on Curriculum Change. Sense Publishers, 2017. s. 1-12.
- Kolmos, Anette. PBL in the School System. / in Pre-university Engineering Education. Sense Publishers, 2016. s. 141-153.